# Джон Бергойн
Генерал Джон Бергойн (англ. John Burgoyne; 24 лютого 1722, Саттон, Бедфордшир, Королівство Великої Британії — †4 серпня 1792) — британський воєначальник, політик і драматург.

## Життєпис
З 10 років відвідував престижну Вестмінстерську школу, як і багато офіцерів британської армії того часу. У серпні 1737 року Бергойн придбав комісію в Кінній гвардії. Незабаром він отримав прізвисько «джентльмен Джонні» і став відомим завдяки своїй стильній уніформі та загальному високому способу життя, через що він набрав великі борги. У 1741 році Бергойн продав свою комісію, ймовірно, щоб погасити борги за азартні ігри.
У квітні 1745 року Бергойн приєднався до щойно створеного 1-го королівського драгунського полку, як корнет. Тоді ж він отримав звання лейтенанта. У 1747 році Бергойну вдалося зібрати гроші, щоб придбати посаду капітана, але пізніше він продав посаду і поїхав з дружиною до Франції. Він багато подорожував та  зацікавився новою французькою концепцією легкої кавалерії, виду військ, якого у Великій Британії ще не існувало. Завершення війни в 1748 році перекреслило будь-яку перспективу подальшої активної служби.
Завдяки дружбі з лордом Стренджем Бергойн познайомився з сестрою Стренджа, леді Шарлоттою Стенлі, дочкою лорда Дербі, одного з провідних британських політиків. Після того, як Дербі відмовив у дозволі Бергойну одружитися з Шарлоттою, вони втекли разом і одружилися без його дозволу у квітні 1751 року.
У жовтні 1751 року Бергойн і його нова дружина вирушили жити в континентальну Європу. У Франції він познайомився та подружився з герцогом де Шуазель, який пізніше став міністром закордонних справ і керував зовнішньою політикою Франції під час Семирічної війни. В 1775 році Бергойни повернулися до Британії.
Брав участь у Війні за незалежність США. Він розробив схему вторгнення та був призначений командувати силами, які рухалися на південь від Канади, щоб відрізати Нову Англію від решти бунтівників та придушити повстання. Бергойн наступав з Канади, але його повільне просування дозволило американцям зосередити свої сили. Замість того, щоб прийти йому на допомогу відповідно до загального плану, британська армія в Нью-Йорку рушила на південь, з метою захопити Філадельфію. Бергойн провів дві невеликі битви під Саратогою, але був оточений американськими військами, після чого, 17 жовтня 1777 року капітулював під Саратогою разом з 6200-тисячним військом. Капітуляція Бергойна була переломним моментом у війні, адже стала приводом до вступу Франції у війну. Після повернення Бергойна до Англії, він зазнав гострої критики, і більше ніколи не брав активного командування.